# 公权私化
公权私化是指将掌握的公共行政权力（公权）据为个人所有的行为，或公共行政机构（包括政府机构）通过掌握的公共特权为机构谋取利益的行为。这是中国内地极为普遍的现象，也是导致政治腐敗和缺少公平正义的原因。主要原因源于制度缺陷导致对掌握公权的个人和特权机构缺少公众的有效参与与监督，主要表现在公共机构负责人（含党政机构负责人）之间、公共行政机构之间争权和揽权，由此引发权力寻租、公款私用、公车私用、滥用公款，致使官官相护、部门互保以及五花八门的潜规则，公共财政开支不透明，监督流于形式。1997年开始，中国内地高校毕业生取消分配之后，各个层次党政机构主要负责人、特权机构内部，采取优先安排子女进入公务员队伍就是”公权私化“后导致公平正义缺失的典型表现。